# تندخویی
تندخویی، تندی (به انگلیسی: Resentment)، تلخ‌کامی (bitterness) (که همچنین به آن تلخی گفته می‌شود) یا ترش‌رویی، یک احساس پیچیده و چندلایه است که به عنوان آمیزه‌ای از ناامیدی، انزجار و خشم توصیف شده‌است. روان‌شناسان دیگر آن را یک خلق و خوی یا به عنوان یک احساس ثانویه (شامل عناصر شناختی) می‌دانند که می‌تواند در مواجهه با توهین و/یا آسیب ایجاد شود.
ذات تندی، درک ناعادلانه (یعنی از بی‌اهمیت تا بسیار جدی)، و دفاع عمومی در برابر موقعیت‌های ناعادلانه (مانند روابط یا شرایط نامطلوب) است.

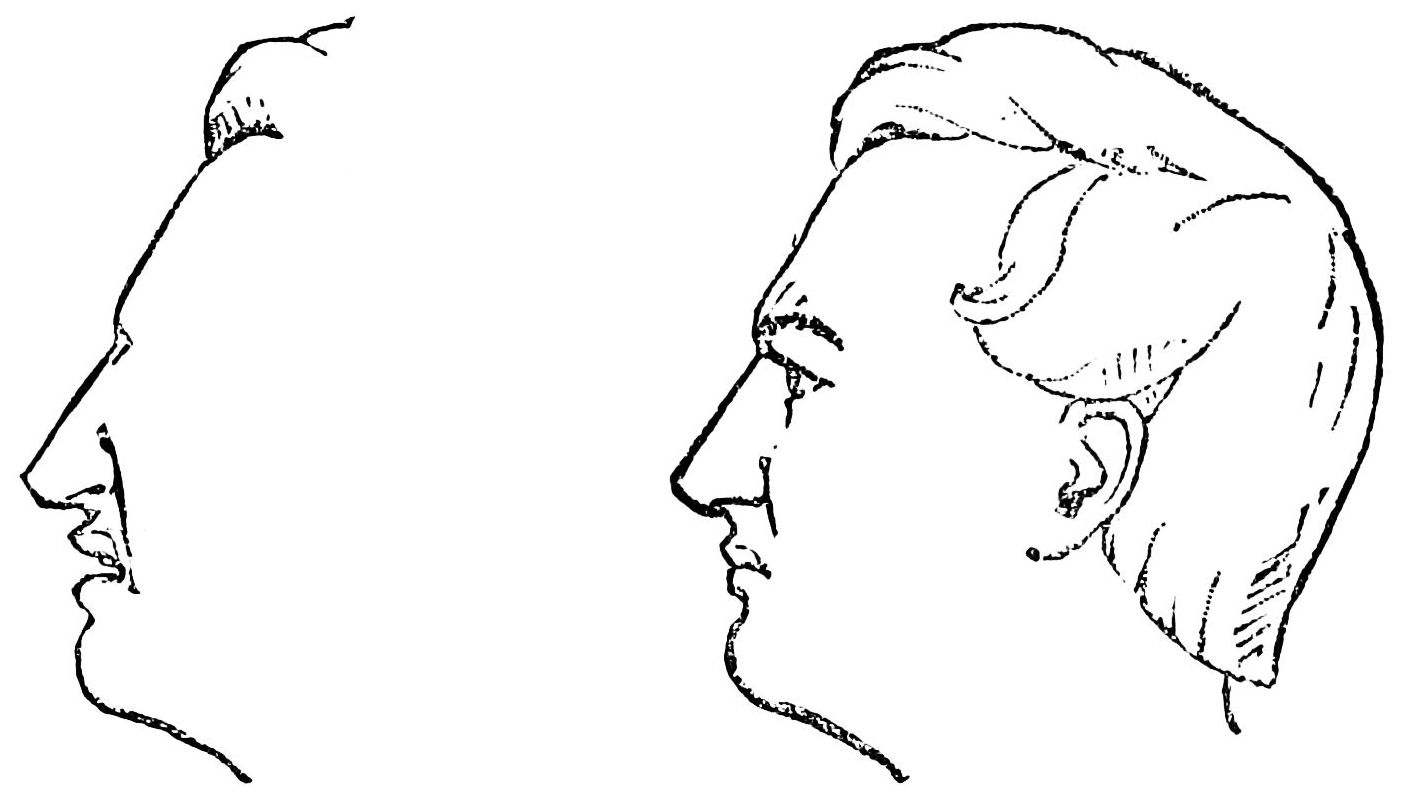
حالت چهره تندخو

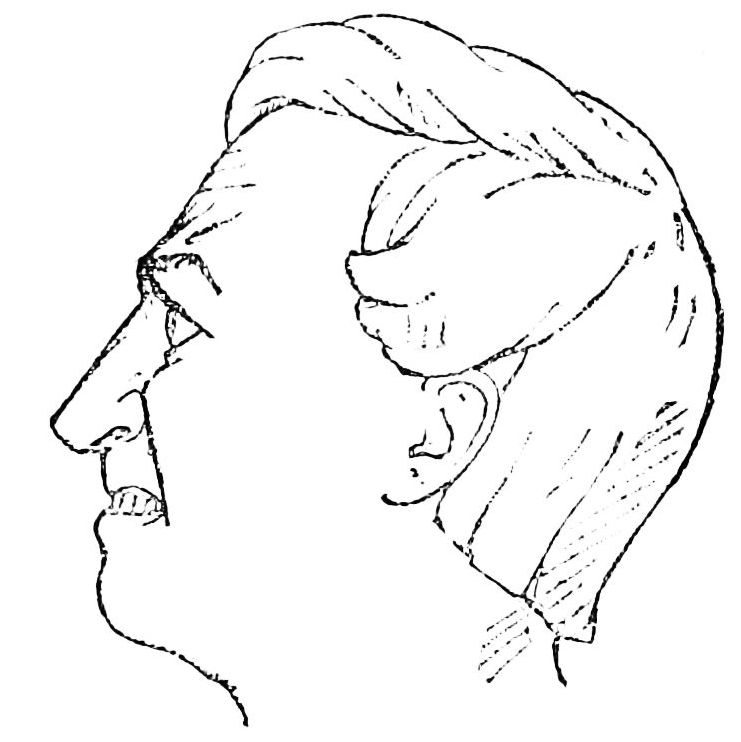
حالت چهره گزنده و تلخ